# Kurt Diemberger
Kurt Diemberger   (Villach, 16 de març de 1932) és un alpinista, cineasta, escriptor i conferenciant austríac.
És l'única persona viva que ha ascendit per primera vegada dos dels cims de més de 8.000 metres, el Broad Peak el 1957 i el Dhaulagiri el 1960.

## Ascensions
- 1957 1a ascensió al Broad Peak juntament amb en Hermann Buhl.[1]
- 1960 1a ascensió al Dhaulagiri.[1]
- 1986 juntament amb Julie Tullis i Willi Bauer varen ascendir el K2.[2]

## Llibres
- Diemberger, Kurt. The Endless Knot: K2, Mountain of Dreams and Destiny (en anglès), 1991. ISBN 0898863007.
- Diemberger, Kurt. K2: El nudo infinito (en castellà). 3a ed..  Desnivel ediciones, 2003. ISBN 84-96192-23-7.
- Diemberger, Kurt. Entre cero y ocho mil metros (en castellà).  Editorial Nova Terra, 1975. ISBN 84-280-0835-3.
- Diemberger, Kurt. Entre zero i vuit mil metres.  Editorial Nova Terra, 1975. ISBN 84-280-0836-1.
- Summits and secrets, 1991. ISBN 0898863074
- Spirits of the Air, 1994 ISBN 0898864089
- K2 : Challenging the Sky, 1997 ISBN 0898865182
- The Kurt Diemberger Omnibus, 1999 ISBN 1898573263
- K2. Traum und Schicksal, 2001 ISBN 3765437557